# Гарригелья
Гарригелья (кат. Garriguella) — муніципалітет, розташований в Автономній області Каталонія, в Іспанії. Знаходиться у районі (кумарці) Ал Ампурда провінції Жирона, згідно з новою адміністративною реформою перебуватиме у складі багарії Жирона.

## Населення
Населення міста (у 2007 р.) становить 795 осіб (з них менше 14 років — 13,7 %, від 15 до 64 — 66,3 %, понад 65 років — 20 %). У 2006 р. народжуваність склала 11 осіб, смертність — 11 осіб, зареєстровано 0 шлюбів. У 2001 р. активне населення становило 281 особа, з них безробітних — 22 особи.

Серед осіб, які проживали на території міста у 2001 р., 558 народилися в Каталонії (з них 433 особи у тому самому районі, або кумарці), 81 особа приїхала з інших областей Іспанії, а 83 особи приїхали з-за кордону. 

Університетську освіту має 14 % усього населення. 

У 2001 р. нараховувалося 270 домогосподарств (з них 27 % складалися з однієї особи, 28,5 % з двох осіб,20,7 % з 3 осіб, 11,1 % з 4 осіб, 6,7 % з 5 осіб, 3,7 % з 6 осіб, 1,1 % з 7 осіб, 0,4 % з 8 осіб і 0,7 % з 9 і більше осіб).

Активне населення міста у 2001 р. працювало у таких сферах діяльності: у сільському господарстві — 14,3 %, у промисловості — 17 %, на будівництві — 8,9 % і у сфері обслуговування — 59,8 %. 

 У муніципалітеті або у власному районі (кумарці) працює 166 осіб, поза районом — 147 осіб.

### Безробіття
У 2007 р. нараховувалося 10 безробітних (у 2006 р. — 11 безробітних), з них чоловіки становили 40 %, а жінки — 60 %.

## Економіка

### Підприємства міста

#### Промислові підприємства
| \| Промислові підприємства міста, за сферою діяльності \| Промислові підприємства міста, за сферою діяльності \| Промислові підприємства міста, за сферою діяльності \| \| Рік \| 2002 р. \| 2001 р. \| \| --------------------------------------------------- \| --------------------------------------------------- \| --------------------------------------------------- \| \| Енергетичні та водні ресурси \| 6,7 % \| 7,1 % \| \| Хімія та метали \| 0 % \| 0 % \| \| Переробка металів \| 6,7 % \| 7,1 % \| \| Продукти харчування \| 60 % \| 64,3 % \| \| Текстиль \| 0 % \| 0 % \| \| Виробництво меблів, видання \| 26,7 % \| 21,4 % \| \| Інше \| 0 % \| 0 % \| \| Усього підприємств \| 15 \| 14 \| |         |         |
| Промислові підприємства міста, за сферою діяльності |         |         |
| Рік | 2002 р. | 2001 р. |
| Енергетичні та водні ресурси | 6,7 %   | 7,1 %   |
| Хімія та метали | 0 %     | 0 %     |
| Переробка металів | 6,7 %   | 7,1 %   |
| Продукти харчування | 60 %    | 64,3 %  |
| Текстиль | 0 %     | 0 %     |
| Виробництво меблів, видання | 26,7 %  | 21,4 %  |
| Інше | 0 %     | 0 %     |
| Усього підприємств | 15      | 14      |

#### Роздрібна торгівля
| \| Підприємства роздрібної торгівлі міста, за сферою діяльності \| Підприємства роздрібної торгівлі міста, за сферою діяльності \| Підприємства роздрібної торгівлі міста, за сферою діяльності \| \| Рік \| 2002 р. \| 2001 р. \| \| ------------------------------------------------------------ \| ------------------------------------------------------------ \| ------------------------------------------------------------ \| \| Продукти харчування \| 30 % \| 30 % \| \| Одяг та взуття \| 0 % \| 0 % \| \| Товари для дому \| 0 % \| 0 % \| \| Книги та періодичні видання \| 0 % \| 0 % \| \| Промислова хімічна продукція \| 20 % \| 20 % \| \| Продукція, пов'язана з транспортними засобами \| 0 % \| 0 % \| \| Інше \| 50 % \| 50 % \| \| Усього підприємств \| 10 \| 10 \| |         |         |
| Підприємства роздрібної торгівлі міста, за сферою діяльності |         |         |
| Рік | 2002 р. | 2001 р. |
| Продукти харчування | 30 %    | 30 %    |
| Одяг та взуття | 0 %     | 0 %     |
| Товари для дому | 0 %     | 0 %     |
| Книги та періодичні видання | 0 %     | 0 %     |
| Промислова хімічна продукція | 20 %    | 20 %    |
| Продукція, пов'язана з транспортними засобами | 0 %     | 0 %     |
| Інше | 50 %    | 50 %    |
| Усього підприємств | 10      | 10      |

#### Сфера послуг
| \| Підприємства міста, що працюють у сфері послуг, за діяльністю \| Підприємства міста, що працюють у сфері послуг, за діяльністю \| Підприємства міста, що працюють у сфері послуг, за діяльністю \| \| Рік \| 2002 р. \| 2001 р. \| \| ------------------------------------------------------------- \| ------------------------------------------------------------- \| ------------------------------------------------------------- \| \| Гуртова торгівля \| 16,7 % \| 17,9 % \| \| Готелі та готельний бізнес \| 40 % \| 42,9 % \| \| Транспорт та зв'язок \| 3,3 % \| 3,6 % \| \| Посередницькі фінансові послуги \| 3,3 % \| 3,6 % \| \| Послуги підприємствам \| 3,3 % \| 7,1 % \| \| Послуги фізичним особам \| 26,7 % \| 21,4 % \| \| Нерухомість та ін. \| 6,7 % \| 3,6 % \| \| Усього підприємств \| 30 \| 28 \| |         |         |
| Підприємства міста, що працюють у сфері послуг, за діяльністю |         |         |
| Рік | 2002 р. | 2001 р. |
| Гуртова торгівля | 16,7 %  | 17,9 %  |
| Готелі та готельний бізнес | 40 %    | 42,9 %  |
| Транспорт та зв'язок | 3,3 %   | 3,6 %   |
| Посередницькі фінансові послуги | 3,3 %   | 3,6 %   |
| Послуги підприємствам | 3,3 %   | 7,1 %   |
| Послуги фізичним особам | 26,7 %  | 21,4 %  |
| Нерухомість та ін. | 6,7 %   | 3,6 %   |
| Усього підприємств | 30      | 28      |

## Житловий фонд
У 2001 р. 1,9 % усіх родин (домогосподарств) мали житло метражем до 59 м², 20,4 % — від 60 до 89 м², 30,4 % — від 90 до 119 м² і
47,4 % — понад 120 м².

З усіх будівель у 2001 р. 23 % було одноповерховими, 73,5 % — двоповерховими, 3,5 % — триповерховими, 0 % — чотириповерховими, 0 % — п'ятиповерховими, 0 % — шестиповерховими,
0 % — семиповерховими, 0 % — з вісьмома та більше поверхами.

## Автопарк
| \| Автомобілі, зареєстровані у місті, за призначенням \| Автомобілі, зареєстровані у місті, за призначенням \| Автомобілі, зареєстровані у місті, за призначенням \| \| Рік \| 2006 р. \| 2005 р. \| \| -------------------------------------------------- \| -------------------------------------------------- \| -------------------------------------------------- \| \| Приватні автомобілі \| 64,2 % \| 66,3 % \| \| Мотоцикли \| 7,2 % \| 7 % \| \| Вантажівки \| 24,8 % \| 23,2 % \| \| Трактори \| 0,4 % \| 0,7 % \| \| Автобуси та ін. \| 3,3 % \| 2,8 % \| \| Усього автомобілів \| 718 шт. \| 704 шт. \| |         |         |
| Автомобілі, зареєстровані у місті, за призначенням |         |         |
| Рік | 2006 р. | 2005 р. |
| Приватні автомобілі | 64,2 %  | 66,3 %  |
| Мотоцикли | 7,2 %   | 7 %     |
| Вантажівки | 24,8 %  | 23,2 %  |
| Трактори | 0,4 %   | 0,7 %   |
| Автобуси та ін. | 3,3 %   | 2,8 %   |
| Усього автомобілів | 718 шт. | 704 шт. |

## Вживання каталанської мови
У 2001 р. каталанську мову у місті розуміли 96,3 % усього населення (у 1996 р. — 99,7 %), вміли говорити нею 83,6 % (у 1996 р. — 88,9 %), вміли читати 81,7 % (у 1996 р. — 85,8 %), вміли писати 52,2 % (у 1996 р. — 53,3 %). Не розуміли каталанської мови 3,7 %.

## Політичні уподобання
У виборах до Парламенту Каталонії у 2006 р. взяло участь 324 особи (у 2003 р. — 345 осіб). Голоси за політичні сили розподілилися таким чином:
| \| Вибори до Парламенту Каталонії \| Вибори до Парламенту Каталонії \| Вибори до Парламенту Каталонії \| \| Рік \| 2006 р. \| 2003 р. \| \| -------------------------------------- \| ------------------------------ \| ------------------------------ \| \| Конвергенція та Єднання (CiU) \| 40,7 % \| 39,7 % \| \| Соціалістична партія Каталонії (PSC) \| 22,5 % \| 22,6 % \| \| Народна партія (PP) \| 6,5 % \| 8,7 % \| \| Ініціатива за зелену Каталонію (IC) \| 9 % \| 6,1 % \| \| Республіканська лівиця Каталонії (ERC) \| 19,8 % \| 22,3 % \| \| Громадянська партія (C's) \| 0,3 % \| 0 % \| \| Інші \| 1,2 % \| 0,6 % \| |         |         |
| Вибори до Парламенту Каталонії |         |         |
| Рік | 2006 р. | 2003 р. |
| Конвергенція та Єднання (CiU) | 40,7 %  | 39,7 %  |
| Соціалістична партія Каталонії (PSC) | 22,5 %  | 22,6 %  |
| Народна партія (PP) | 6,5 %   | 8,7 %   |
| Ініціатива за зелену Каталонію (IC) | 9 %     | 6,1 %   |
| Республіканська лівиця Каталонії (ERC) | 19,8 %  | 22,3 %  |
| Громадянська партія (C's) | 0,3 %   | 0 %     |
| Інші | 1,2 %   | 0,6 %   |

У муніципальних виборах у 2007 р. взяло участь 463 особи (у 2003 р. — 425 осіб). Голоси за політичні сили розподілилися таким чином:
| \| Муніципальні вибори \| Муніципальні вибори \| Муніципальні вибори \| \| Рік \| 2007 р. \| 2003 р. \| \| -------------------------------------- \| ------------------- \| ------------------- \| \| Конвергенція та Єднання (CiU) \| 49 % \| 20 % \| \| Соціалістична партія Каталонії (PSC) \| 34,8 % \| 41,4 % \| \| Народна партія (PP) \| 0 % \| 0 % \| \| Ініціатива за зелену Каталонію (IC) \| 0 % \| 0 % \| \| Республіканська лівиця Каталонії (ERC) \| 16,2 % \| 38,6 % \| \| Громадянська партія (C's) \| 0 % \| 0 % \| \| Інші \| 0 % \| 0 % \| |         |         |
| Муніципальні вибори |         |         |
| Рік | 2007 р. | 2003 р. |
| Конвергенція та Єднання (CiU) | 49 %    | 20 %    |
| Соціалістична партія Каталонії (PSC) | 34,8 %  | 41,4 %  |
| Народна партія (PP) | 0 %     | 0 %     |
| Ініціатива за зелену Каталонію (IC) | 0 %     | 0 %     |
| Республіканська лівиця Каталонії (ERC) | 16,2 %  | 38,6 %  |
| Громадянська партія (C's) | 0 %     | 0 %     |
| Інші | 0 %     | 0 %     |